# 印第安纳流浪猫
印第安纳流浪猫(Indiana Alley Cats)是大陆篮球协会的一支球队，位于印第安纳州的安德森市。主场设在安德森高中体育馆内，球队之前是美国ABA联赛的球队。